# Pielęgnowanie lasu
Pielęgnowanie lasu - całość czynności gospodarczych związanych z pielęgnowaniem siedliska i drzewostanu (od uprawy do drzewostanu dojrzałego) mających na celu utrzymanie lub poprawę sprawności siedliska oraz stabilności mechanicznej drzewostanu.
Pielęgnowanie siedliska polega na kształtowaniu dostosowanej do typu siedliskowego lasu struktury gatunkowej i warstwowej drzewostanu – możliwie bogatej. Obecnie preferuje się drzewostany wielogatunkowe o budowie wielopiętrowej.
Pielęgnowane drzewostanu obejmuje czynności związane z prowadzeniem cięć pielęgnacyjnych, poprawieniem formy drzew oraz wzbogaceniem różnorodności biologicznej.